# 霞石
霞石（“Nepheline”或“nephelite”，源自古希腊语“νεφέλη”（nephélē）“云”）为二氧化硅不饱和硅酸铝，化学式：Na3KAl4Si4O16，是似长石族中的一种造岩矿物，存在于低二氧化硅深成岩和喷出岩及与之相关的伟晶岩中，主要应用于玻璃和陶瓷制造业以及其他行业，并作为铝矿石进行过研究。
 

## 描述和属性

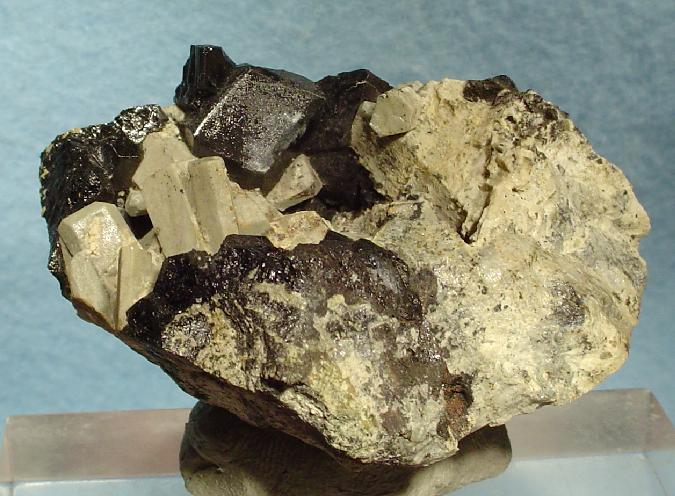
来自摩洛哥高阿特拉斯山脉塔马泽特复合体布阿格劳山含黑色钛榴石的灰白色霞石晶体（尺寸：6.0 x 4.4 x 3.8厘米）。

霞石晶体非常罕见，属于六方晶系，通常具有终止于底面的短六棱体形状。这些晶体似乎较实际状况更对称，但在棱体表面人为产生的不对称蚀刻图形表明，这些晶体为异极晶形和四半面体，唯一的对称要素是极性六次对称轴。霞石存在于致密的粒状凝聚体中，可以是白、黄、灰、绿或微红色，莫氏硬度5.5-6，比重为 2.60-2.65，通常呈半透明状，带有油性光泽。
霞石的低折射率和弱双折射几乎与石英相同，但由于霞石中的双折射符号为负，而石英中的为正，因此在显微镜下很容易区分这两种矿物。霞石的一项重要测定特征是易于被盐酸分解，分离为凝胶状二氧化硅（可能容易被色素染色）和盐块。因此，当浸入酸中时，霞石透明晶体会变得浑浊。
该矿物易于蚀变为沸石（尤其是钠沸石）、方钠石、高岭土或致密白云母。

## 结构和成分
霞石的硅酸铝主链具有相当开放的六元环互锁结构，类似于铝取代了所有其他硅原子的鳞石英结构。这种结构在每个晶胞（晶格单位）中产生一个近六边形间隙格位和三个不规则间隙格位。在理想的霞石中，六边形格位被钾离子占据，不规则位置则被较小的钠离子占据，从而产生钠钾原子比率（3:1）。相当于氧化钾的理想重量百分比为 8.1%，而在天然霞石中看到的氧化钾成分范围为 3% 至 12%之间，也可能存在少量钙。
在高温下，霞石与原钾霞石（KAlSiO4）形成完整的固溶体系列。在温度约低于摄氏1000度（华氏1830度）时，霞石和原钾霞石之间存在很大的混溶间隙，类似于微斜长石和钠长石之间的混溶间隙。落入此间隙中的成分在冷却时会经历出溶，霞石和原钾霞石将会分离成单独的薄片层。

## 发生
霞石是一种在贫硅火成岩中发现的造岩矿物，其中包括霞石正长岩、辉长岩和响岩。通常与白榴石、方钠石、钾长石和富钠斜长石、角闪石或辉石类一起出现，但几乎从未与石英伴生过。在科拉半岛、挪威和南非以及美国缅因州的利奇菲尔德、阿肯色州磁铁湾，还有新泽西州的比默维尔等地都发现了大量含霞石的岩石露头；安大略省班克罗夫特附近发现的正长岩中也含有大量高纯度的霞石矿床。
脂光石（“Elaeolite”，1809年由德国化学家克拉普罗特命名，名称源自希腊语中的“ἔλαίον”-“油”和“λίθος”-“石”；德语：“Fettstein”-“费茨通”）是一种块状半透明霞石，颜色较深，油脂光泽。

## 使用
由于它的高氧化铝含量，无铁霞石在玻璃制造中代替长石具有极高的经济价值，这种用途的霞石大多产自安大略省。 霞石是科拉半岛磷灰石开采的副产品，已在陶瓷、皮革、橡胶、纺织、木材和石油工业中得到广泛应用，它可用作涂料、塑料和泡沫橡胶的填料，并已被研究作为炼铝产业中铝土矿的替代品。